# تمريض العناية بالشيخوخة
علم الشيخوخة هو دراسة علمية لعملية الشيخوخة، هو متعدد التخصصات الذي يستمد من العلوم البيولوجية، النفسية، طب الشيخوخة هو ممارسة (طبية أو تمريضية) التي تركز على علم وظائف الاعضاء، الفيزيولوجيا المرضية، التشخيص وكيفية التعامل مع اضطرابات وامراض كبار السن. ولان الشيخوخة عملية طبيعية، فإن رعاية كبار السن لا يمكن أن تقتصر على تخصص واحد إنما من خلال جهد تعاوني .
الرعاية التمريضية لكبار السن منهج متعدد التخصصات لتوفير الرعاية تجمع بين الخبرة والمصادر لتوفير تقييم الشيخوخة الشامل والتدخلات التمريضية اللازمة. تتعاون الممرضات مع فريق طبي للحصول على الخدمات المناسبة للمرضى وتوفير الرعاية الشاملة.